# أمنكال
أمنُكال (بأمازيغية الطوارق: امنوکال؛ تامنوکالت للمؤنث) هو لقب لأعلى زعماء الطوارق التقليديين؛ الزعيم الأسمى للاتحاد القبلي.
موسى أغ أمستان هو أمنكال طوارق الهقار بين 1905 و1920 للميلاد. وهو أول أمنكال يخضع لسلطة أجنبية ؛ فرنسا بالنسبة له.

## التاريخ
قبل الفترة الاستعمارية، كانت اتحادات الطوارق البدوية تختار زعيما لها من بين الحكماء في قبائلهم لحكم هذه الاتحادات.
السلطنة (تمغر) هي اتحاد مجموعات من القبائل يجمعها (الطبل) الواحد الذي يمتلكه السلطان الذي يعينه مجموعة شيوخ القبائل المتحدة والمتحالفة وتعتبر السلطنة كل الأراضي التي تتنقل فيها القبائل التابعة لها حدود أراضيها ومدار هيمنتها.
وفقا للتراث الطارقي، فإن أول زعيم طارقي كانت هي تنهنان، مؤسسة جماعة الهقار. لها قبر في أبلسة في منطقة الهقار. لا يعرف تاريخ وفاتها بالتحديد. بعد انتشار الإسلام بين الطوارق استحدثوا هذا المنصب وفي العادة يتولاه أحد الفقهاء المتضلعين في الدين الإسلامي ومهمته إرشاد السلطات وتنويرها في مسائل الدين الحنيف.